# 十三翼の戦い
十三翼の戦い（じゅうさんよくのたたかい）は、1189年頃、ダラン・バルジュドの地にて、後にモンゴル帝国の祖（チンギス・カン）となるキヤト氏族のテムジンと、その盟友でジャダラン氏族のジャムカとの間で行われた戦い。

## 十三翼の戦いの経緯
モンゴル部キヤト氏族の若き首領・テムジン（後のチンギス・カン）は、旧交のあったモンゴル部ジャダラン（ジャジラト）氏族のジャムカの勢力と同盟関係にあった。しかし、ジャムカの弟タイチャルが、テムジンの傘下にあったジャライル部ドランギト氏族のジョチ・ダルマラの馬群を盗み、ジョチ・ダルマラに射殺される事件が起こる。これによってジャムカはテムジンらキヤト氏族に侵攻し、テムジンはダラン・バルジュトの地でジャムカを迎え撃った。この時ジャムカの勢力には「十三の異部族（カリン）」が集まり、その内訳はジャダラン氏族をはじめ、タイチウト氏族、イキレス氏族、ウルウト氏族、ノヤキン氏族、ニチュグト・バアリン氏族らであり、3万の兵力であった。一方、テムジンの勢力は「十三の団営（クリエン）」があり、1万3千（『集史』では1万3千であるが、『元朝秘史』では3万である）の兵力であった。テムジンの勢力はたちまち敗れ、オナン河のジェレネ狭間に逃げ去った。ジャムカは捕えたネグス（チノス）氏族の者らを70人煮殺し、その族長チャカアン・ウアを斬首し、馬で引きずりまわした。『集史』ではテムジン側が勝利したとしているが、これは誤りである。

## 十三の団営（クリエン）
テムジンの勢力は以下の13の団営（クリエン）により編成されていたことから、十三翼の戦いと呼ばれる。ラシードによると「クリエン(küriyen)」とは部族がどこかに駐屯する際、それぞれのユルトと幌車からなる「アイル(ayil)」(一世帯)が円陣を組み、その中央には首長家のアイルがある形態（グループ）を言う。敵襲を防ぐ意図もある。
1. テムジンの母ホエルンとそのオルドに付属する僕婢や家子、郎党ら。
2. テムジン及びその諸子、僚友（ノコル）、諸将、親衛兵団（ケシクテン）。
3. カブル・カンの兄弟のセン・カチュラの子孫、ブルテチュ・バアトル率いるアダルギン氏族、これと同盟するムクル・カウラン率いるトベゲン・ケレイト氏族およびこれらに隷属するコルラス族。
4. カブル・カンの孫ソルカドゥ・ノヤン（ユルキ）の庶子のデレンギ、コリダイ兄弟率いるキヤト・ジュルキン氏族とその同盟者ブタアト族。
5. カブル・カンの孫ソルカドゥ・ユルキの子のサチャ・ベキ率いるキヤト・ジュルキン氏族。
6. カブル・カンの孫ソルカドゥ・ユルキの子のタイチュ率いるキヤト・ジュルキン氏族とそれに隷属しているジャライル部族。
7. カブル・カンの諸子のクラン、カダアン、トドエンらが率いるキヤト氏族。
8. カブル・カンの孫でイェスゲイ・バアトルの兄モンゲトゥ・キヤン率いるキヤト・チャンシウト氏族とそれに隷属するオングルらのバヤウト族。
9. カブル・カンの孫でイェスゲイ・バアトルの弟ダリダイ・オッチギンと従兄弟（ネクン・タイシの子）のクチャルら率いるキヤト・サヤール氏族とこれと同盟するドクラト氏族、またこれらに隷属するネグス、コルカン、サカイト、ヌンジンなどの諸族。
10. カブル・カンの子で先代のカンであったクトラ・カンの子ジョチ・カン率いるキヤト氏族。
11. クトラ・カンの子アルタン・オッチギン率いるキヤト氏族。
12. ダキ・バアトル率いるキンギヤト氏族とそれに隷属するスケゲン族。
13. アンバガイ・カンの異母弟でタイチウト氏族出身のゲンドゥ・チノ、ウルクチン・チノ兄弟の子孫とされるネグス氏族の一集団。